# چن ین-ین
چن ین-ین (انگلیسی: Chen Yen-yen؛ ۱۲ ژانویه ۱۹۱۶ – ۷ مهٔ ۱۹۹۹) بازیگر اهل چین بود.
از فیلم‌ها یا برنامه‌های تلویزیونی که وی در آن نقش داشته‌است می‌توان به شمشیرزن یک دست، پلیس زن و عشق ازلی اشاره کرد.